# Кишни дан (филм)
Кишни дан Хундертвасера је немачки документарни филм Петра Шамонија из 1972.

## Радња
Филм прати уметника Фриденсрајха Хундертвасера и представља његов начин рада и његове уметничке и личне погледе. Почетак приказује Хундертвасера, који лежи на санти леда недалеко од свог млина у шумској четврти у близини Беча. Отопљена вода тече испод леда и Хундертвасер објашњава како га вода привлачи. Пре три године је купио брод којег је крстио Кишни дан и  којим жели да плови.
Хундертвасер резимира свој пут као сликар. У почетку нико није желео његове слике, можда само као поклон, касније је за своје слике добијао мало новца. Потражња је ипак порасла, самим тим и цена слика. Пошто се временом  повећала потражња за његовом продукцијом -  тачно 700 слика осећа он као досадашње укупно дело – одлучио је да завршава штампарске графике, и то у већем броју.
Представљен је и Хундертвасеров однос према архитектури. Он објашњава да, по њему, човек има три коже: сопствену кожу, одећу и архитектуру. У архитектури је стриктно  против правих линија и углова и више воли ако је зграда обликована органским стварима, на пример  маховином или плесни. Пошто сопствене архитектонске представе није успео да преточи у Беч , пустио их је да васкрсну у уметности. Централни мотиви његових дела су спирале, које види као почетак живота, торњеви са луковичастим куполама, ограде и уста. Његове слике притом настају као у сну. Често, када се пробуди након што је завршио слику, не може да схвати смисао онога што је нацртао у свим појединостима. Хундертвасер наглашава значај боје за његово дело и означава тмуран кишни дан за свој омиљени: у таквим данима може да ради и само по киши постају заиста видљиве боје околине. Када сија сунце примећују се само контрасти околине, због чега он даје предност јасним бојама сликара са севера у односу на слике уметника са југа, које су богате контрастима, али сиромашне бојом.
И његов тежак однос према људима бива јасан. Он има компликован однос према женама – у филму се на његовој страни може видети Дорис Кунстман – он себе представља као слабог човека и више воли усамљеност друштва, које њега сматра ексцентриком и револуционаром. Његова мајка, која је једина из породице преживела време национал-социјализма, такође слика. Он воли њен „примитивни“ начин сликања, јер је она тиме у стању да изрази ствари, које он као „интелектуални“ сликар не може. Њу је обавештавао и о актуелном стању његовог брода Кишни дан. Након више адаптација могао је да спусти у воду свој брод, којег је осликао по сопственим замислима. На мору нису постојале границе за Хундертвасера, само хоризонт. За њега је хоризонт нешто за шта може човек чврсто да се држи – остатак се проналази пре свега у његовим уметничким делима.  

## Продукција
Хундертвасеров Кишни дан је сниман од 1969. до 1971. У Бечу, у Хундертвасеровој шумској кући у Ровињу као и у Венецији и околини. Хундертвасерови коментари су усклађени са документарним сликама. Документарни снимци су делимично монтирани у Хундертвасеровим платнима и тако показују мотиве слика и њихово реално виђење. Трик-снимци су дело  Петера Росенвангера.
У филму могу да се чују песме Арика Брауерса Не веруј угломеру и живи у округлој кући и Као пас.
Филм је објављен у дугој, као и у 22-минутној краткој верзији.Хундертвасеров Кишни дан је објављен као додатни програм за Niki de Saint Phalles и Peter Whiteheads.

## Критика
Критика је хвалила документарни филм: „Петер Шамони је снимио тотални портрет Хундертвасера.Фриденсрајхов магичан свет пузли у једном филму у боји – то је 45 минута наде и заборава.“ Поменута је и камера и то  приказ брода који једри у  Венецији: „Ови тотали, брод који клизи, виђен кроз шумарак уз обалу, имају заиста чаробну драж. Лепи су, лепи у забрањеном смислу; они производе ганутост и животну радост истовремено, један испуњен сан.  Једна ‚success story‘, која се заиста догодила“, каже Хилде Шпил за ФАЗ.

## Награде
На манифестацији Немачка награда за филм 1972. године Хундертвасеров Кишни дан је као најбољи краткометражни филм добио Златну филмску траку.
Као званичан допринос Савезној републици филм се приказује на Интернационалном фестивалу у Кану 1972. у категорији краткометражног филма.
Године 1973. Хундертвасеров Кишни дан је номинован за Оскара у категорији Најбољи документарни краткометражни филм.